# 21989 Werntz
21989 Werntz este un asteroid din centura principală de asteroizi.

## Descriere
21989 Werntz este un asteroid din centura principală de asteroizi. A fost descoperit pe 5 decembrie 1999 la Socorro, New Mexico, în cadrul proiectului LINEAR. Asteroidul prezintă o orbită caracterizată de o semiaxă mare de 3,12 ua, o excentricitate de 0,17 și o înclinație de 3,8° în raport cu ecliptica.